# Municipio de Sharon (Dakota del Sur)
El municipio de Sharon (en inglés: Sharon Township) es un municipio ubicado en el condado de Hutchinson en el estado estadounidense de Dakota del Sur. En el año 2010 tenía una población de 79 habitantes y una densidad poblacional de 0,86 personas por km².

## Geografía
El municipio de Sharon se encuentra ubicado en las coordenadas 43°17′57″N 97°48′59″O / 43.29917, -97.81639. Según la Oficina del Censo de los Estados Unidos, el municipio tiene una superficie total de 91.48 km², de la cual 91,48 km² corresponden a tierra firme y (0 %) 0 km² es agua.

## Demografía
Según el censo de 2010, había 79 personas residiendo en el municipio de Sharon. La densidad de población era de 0,86 hab./km². De los 79 habitantes, el municipio de Sharon estaba compuesto por el 100 % blancos. Del total de la población el 0 % eran hispanos o latinos de cualquier raza.